# 544e division de grenadiers
La 544e division de grenadiers (en allemand : 544. Grenadier-Division ou 544. GD) est une des divisions d'infanterie de l'armée allemande (Wehrmacht) durant la Seconde Guerre mondiale.

## Historique
La 544e division de grenadiers est formée le 10 juillet 1944 comme Sperr-Division 544 sur le Truppenübungsplatz (terrain de manœuvre) de Grafenwöhr en tant qu'élément de la 29. Welle (29e vague de mobilisation). Elle remplace l'Infanterie-Division Grafenwöhr, division « de l'ombre » (Schatten-Division).
Elle est affectée en Pologne dans le XI. SS-Armeekorps de la 17. Armee au sein de l'Heeresgruppe Nordukraine.
Elle est renommée 544. Volks-Grenadier-Division le 9 octobre 1944.

## Organisation

### Commandants
| Date                             | Grade           | Commandant   |
| -------------------------------- | --------------- | ------------ |
| 15 juillet 1944 - 9 octobre 1944 | Generalleutnant | Werner Ehrig |

## Théâtres d'opérations
- Pologne : juillet 1944 - octobre 1944

## Ordre de bataille
- Grenadier-Regiment 1082
- Grenadier-Regiment 1083
- Grenadier-Regiment 1084
- Artillerie-Regiment 1544
  - I. Abteilung
  - II. Abteilung
  - III. Abteilung
  - IV. Abteilung
- Feldersatz-Bataillon 1544
- Füsilier-Kompanie 544
- Panzerjäger-Abteilung 1544
- Divisions-Nachrichten-Abteilung 1655
- Infanterie-Divisions-Nachschubführer 1544